# Palech
Palech (rusky Па́лех) je město v Rusku. Leží v Ivanovské oblasti 350 km severovýchodně od Moskvy na říčce Palešce a žije v něm 4821 obyvatel (rok 2017). Je tradičním centrem uměleckých řemesel a patří k historickým městům Zlatého kruhu Ruska.

## Název
Název města je pravděpodobně ugrofinského původu, význam však není jasný.

## Historie
Ve čtrnáctém a patnáctém století byl Palech centrem údělného knížectví, později patřil rodu Buturlinových. V letech 1762–1774 byl postaven chrám Nanebevstoupení Páně, ukázka barokní pravoslavné architektury. Od 18. století se vesnice proslavila také jako centrum malířů ikon. Po nástupu bolševiků k moci se místní umělci museli přeorientovat na světská témata a vytvořili nový žánr barevných lakovaných krabiček z papírmaše, zvaných palešská miniatura. Od roku 1947 je Palech sídlem městského typu. Po rozpadu Sovětského svazu zanikl textilní a potravinářský průmysl, město tak žije především z turistického ruchu. Zdejším rodákem byl výtvarník Pavel Korin, jeho rodný dům slouží jako muzeum.